# Вемблі (стадіон)
«Ве́мблі» (англ. Wembley Stadium; [ˈwɛmbli]), відомий також як Новий Вемблі (англ. New Wembley) — багатофункціональний стадіон у Лондоні, найбільша спортивна арена Англії. Стадіон відкрили 2007 року на місці старого стадіону «Вемблі». Старий «Вемблі», відомий також як Empire Stadium, був одним з найвідоміших футбольних стадіонів світу до моменту його знесення в 2003 році.
Новий «Вемблі» вміщає 90 000 глядачів і є другим за місткістю стадіоном у Європі. На ньому свої домашні матчі проводить Національна збірна Англії з футболу. Власником стадіону є Футбольна асоціація Англії (FA).
Авторами проєкту стадіону стали компанії Foster and Partners і Populous. Новий стадіон має розсувний дах. У порівнянні зі старим «Вемблі», відмінною особливістю якого були білі «вежі-близнюки», новий стадіон відомий своєю «аркою Вемблі» висотою в 134 м. Ця сталева арка є найдовшою однопрогоновою конструкцією даху в світі. Стадіон побудувала австралійська компанія Multiplex; витрати на будівництво склали £ 798 млн. Старий «Вемблі» був закритий у жовтні 2000 року, а в грудні того ж року планувалося його знести і відкрити новий стадіон в 2003 році. Однак, з ряду причин проєкт відкладався, і старий «Вемблі» повністю демонтували лише в лютому 2003 року. Новий «Вемблі» відкрили 19 травня 2007 року, коли на ньому пройшов фінал Кубка Англії з футболу.
У 2012 році на стадіоні пройшли футбольні фінали літніх Олімпійських ігор 2012 року. Окрім матчів національної збірної, на «Вемблі» проводяться півфінали і фінали Кубка Англії, матчі Суперкубка Англії, фінали Кубка Футбольної ліги і трофея футбольної ліги, а також матчі плей-офф Футбольної ліги. У 2011 та 2013 роках стадіон прийняв фінальні матчі Ліги чемпіонів УЄФА. На «Вемблі» відбувся фінальний матч ювілейного Чемпіонату Європи з футболу Євро-2020, стадіон прийняв також обидва його півфінали. 2024 року на «Вемблі» відбувся фінал Ліги чемпіонів.
Окрім футболу, на стадіоні проводяться матчі регбілігу та американського футболу. На «Вемблі» також проводяться концерти; на ньому вже виступали Muse, Green Day, Oasis, Take That, Metallica, AC/DC, U2, Мадонна, BTS.

## Стадіон

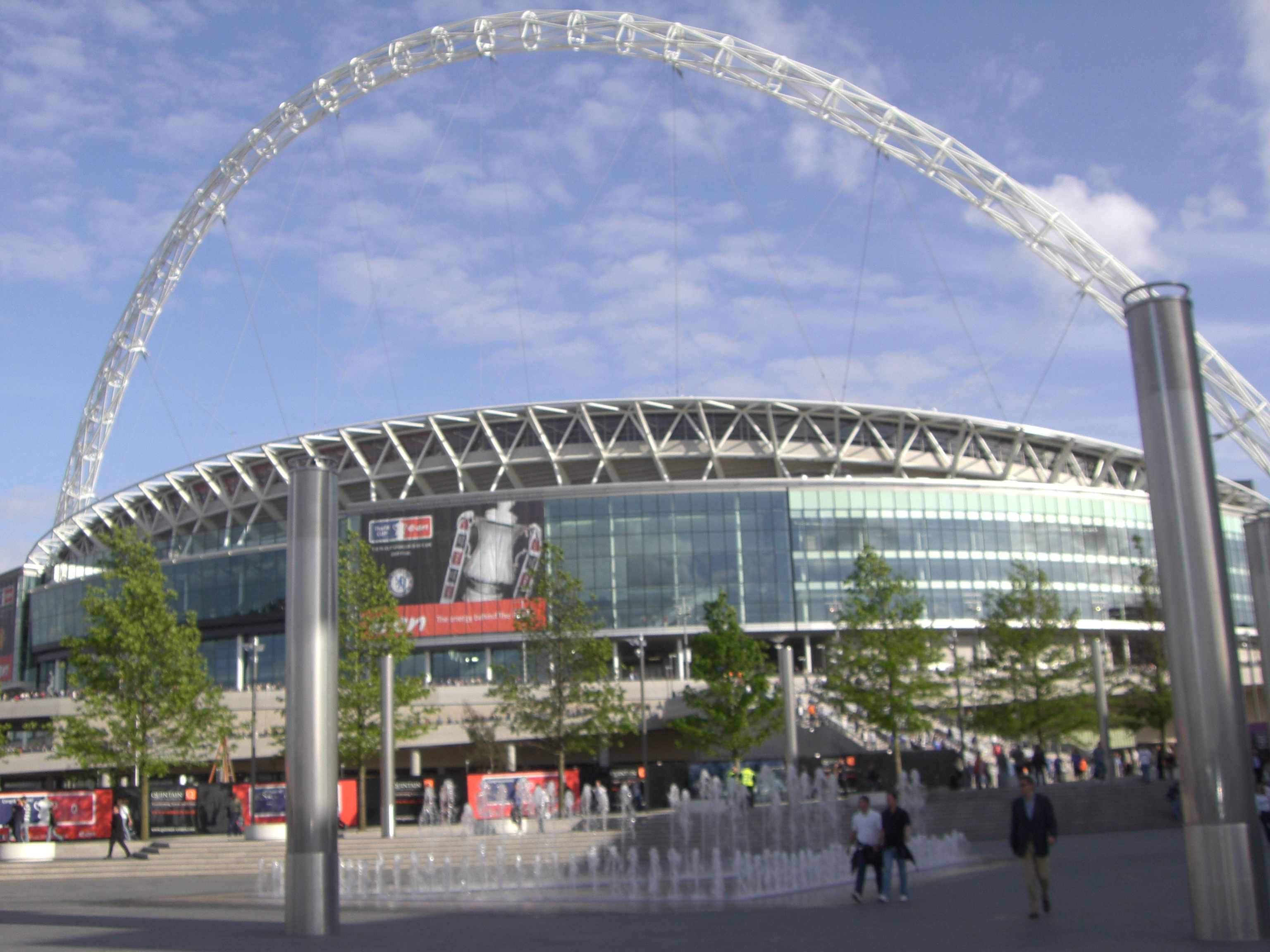
Стадіон «Вемблі» ззовні

Новий «Вемблі» спроєктували архітектурні компанії Foster and Partners та Populous. Будувала об'єкт австралійська компанія Brookfield Multiplex, а інвесторами стали Sport England, WNSL (Wembley National Stadium Limited), Футбольна асоціація Англії, департамент культури, засобів масової інформації та спорту, а також Лондонське агентство з розвитку підприємництва. «Вемблі» став одним з найдорожчих стадіонів у світі: витрати на його будівництво склали £798 млн. Крім того, у стадіону найбільша серед усіх стадіонів світу кількість глядацьких місць під дахом. В підготовці проєктної документації для нового «Вемблі» також брала участь компанія Nathaniel Lichfield and Partners.

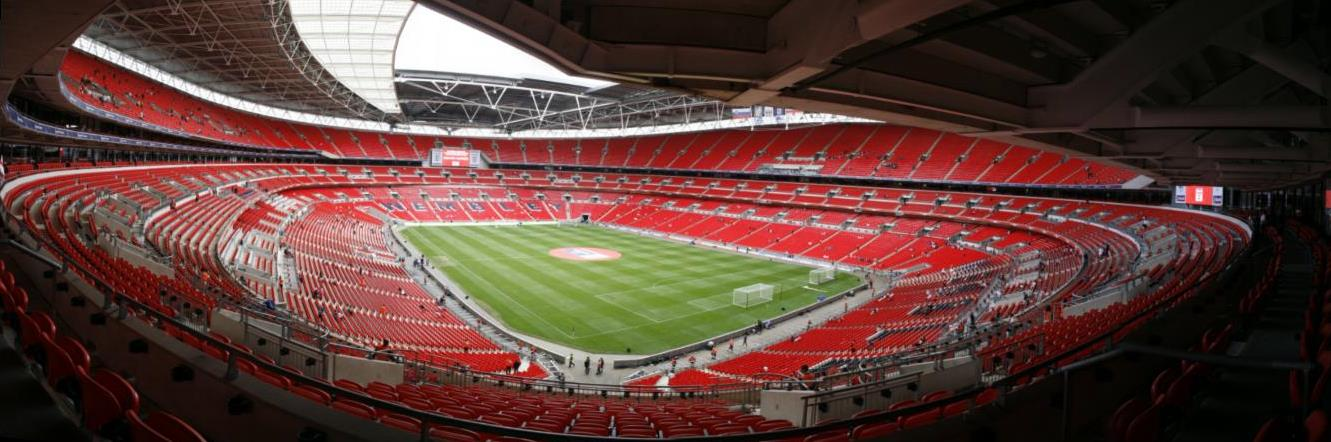
Стадіон «Вемблі» зсередини

В основу дизайну нового 90-тисячного «Вемблі» лягла форма «чаші» з розсувним дахом. Також його можна використовувати як атлетичний стадіон: для цього проєктом передбачено можливість зведення тимчасової платформи на нижніх ярусах. Відмінною рисою стадіону є решітчаста арка з круглим перетином діаметром 7 метрів і протяжністю 315 метрів, що височіє на висоті 133 метра. Арка підтримує всю вагу північного даху і 60 % маси висувного даху на південній стороні. Арка стадіону є найдовшою незакріпленою структурою даху в світі. В порівнянні з 39 сходинками «Старого Вемблі», що ведуть до королівської ложі, на новому стадіоні 107 сходинок.
На стадіоні також передбачена система платформ, яка може бути задіяна в разі потреби використання стадіону для виступів атлетів. При використанні цієї системи місткість стадіону зменшиться до 60 000 місць. Досі на «Вемблі» не проходило жодного атлетичного змагання.
У вересні 2019 року УЄФА оголосив про те, що фінал Ліги чемпіонів у 2023 році пройде на стадіоні «Вемблі». У 2020 році проведення фіналу було зміщено на 2024 рік.

### Будівництво
Початковий план реконструкції «Вемблі» припускав знесення старого стадіону до Різдва 2000 року і будівництво нового до 2003 року. Однак через фінансові та юридичні складнощі початок робіт було відкладено. 2004 року мер Лондона оголосив про плани по оновленню і відновленню району Вемблі, які включають реконструкцію стадіону та прилеглих до нього територій, розрахованих на два або три десятиліття вперед.
30 березня 2006 року забудовники оголосили, що «Вемблі» не буде готовий до 2007 року.. Заплановані спортивні матчі та концерти були перенесені в інші місця. 19 червня 2006 року було оголошено про укладання газону на стадіоні. 19 жовтня оголошено, що стадіон буде зданий в експлуатацію на початку 2007 року, бо всі розбіжності між Футбольною асоціацією Англії і компанією Multiplex були вирішені. Підсумкові витрати на спорудження стадіону (включаючи реконструкцію транспортної інфраструктури) склали £1 млрд. (близько 1,97 млрд дол. США).

### Відкриття стадіону

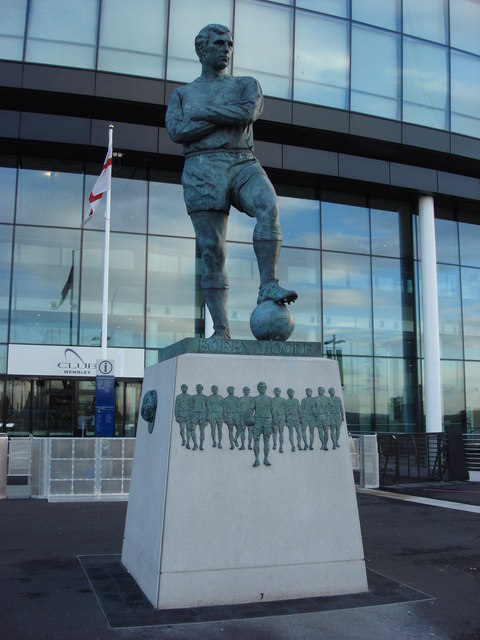
Пам'ятник Боббі Муру біля входу на стадіон

Новий стадіон здали в експлуатацію і передали Футбольній асоціації Англії 9 березня 2007 року. На офіційному сайті стадіону з'явилося повідомлення, що «Вемблі» відкриють для відвідувачів 3 березня, однак фактично це відбулося через 2 тижні, 17 березня.
11 травня пройшла церемонія відкриття пам'ятника Боббі Муру, встановленого перед входом на стадіон. Бронзовий пам'ятник роботи скульптора Філіпа Джексона урочисто відкрив сер Боббі Чарльтон. Боббі Мур був капітаном збірної Англії, яка виграла чемпіонат світу 1966 року. Офіційна церемонія відкриття стадіону пройшла 19 травня 2007 року, коли на новому «Вемблі» пройшов Фінал Кубка Англії.

### Структура
- На стадіоні є 2618 туалетів, більше, ніж на будь-якому іншому спортивному об'єкті у світі[17].
- Периметр стадіону становить 1 км[18].
- Об'єм чаші стадіону становить 1 139 100 м³, трохи менше, ніж у стадіону «Мілленіум» в Кардіффі, але з більшою глядацькою місткістю[19].
- На будівництві стадіону було зайнято одночасно 3500 робочих[20].
- У фундаменті стадіону встановлено 4000 ізольованих палів[18], найглибші залягають на глибину 35 м[18].
- На стадіоні проведено 56 км силових кабелів живлення[18].
- Для будівництва стадіону було використано 90 000 м³ бетону і 23 000 т сталі[18].
- Загальна довжина ескалаторів на стадіоні становить 400 м[18].
- Арка «Вемблі» має більший діаметр поперечного перерізу, ніж залізничний тунель під Ла-Маншем[21].

### Футбольне поле

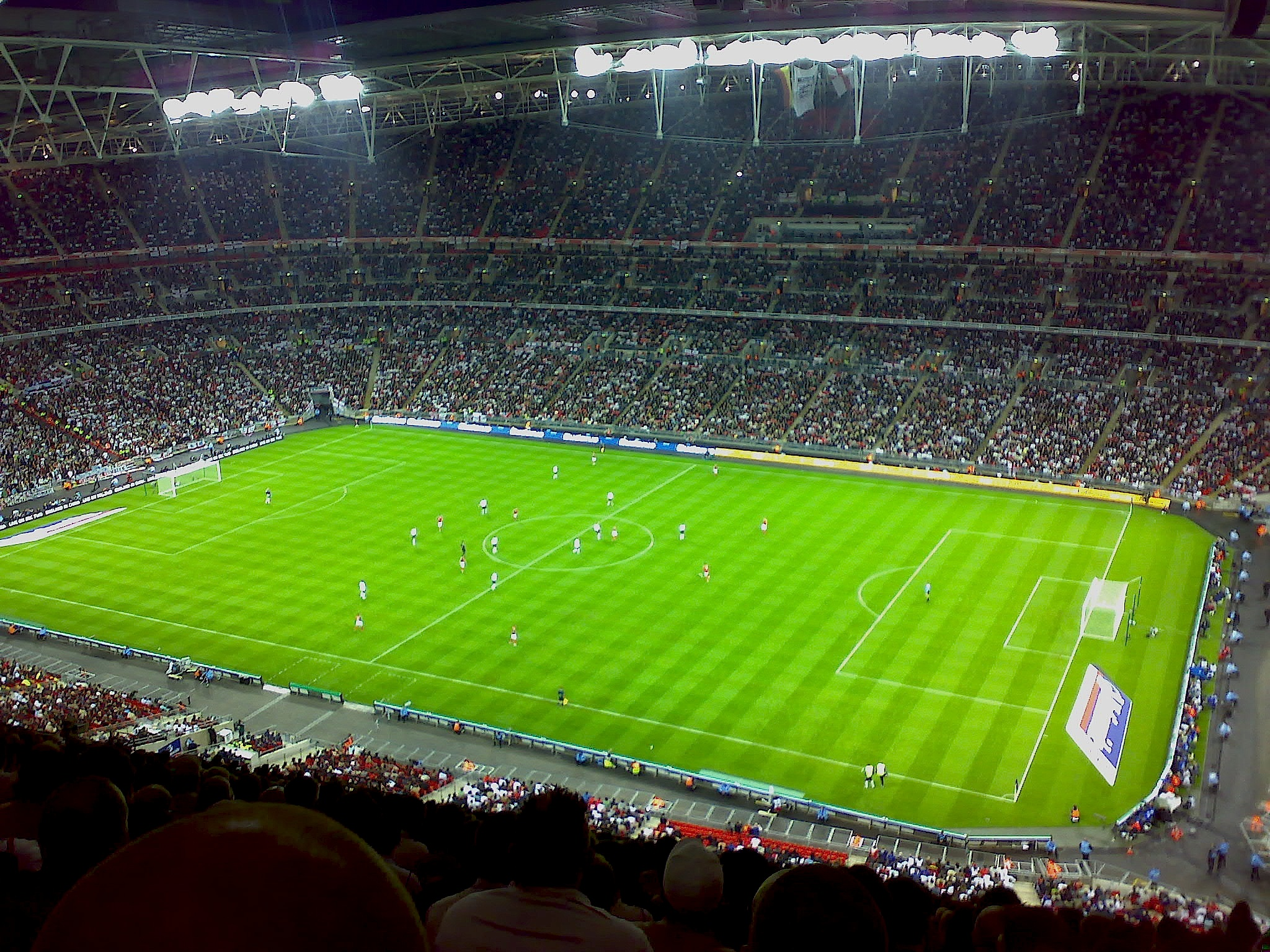
Вигляд зверху на футбольне поле «Вемблі»

Нове футбольне поле на 4 метри (13 футів) нижче, ніж поле старого стадіону. Розмір поля становить 105 на 69 метрів — трохи вужче, ніж у старого «Вемблі».
Після відкриття нового «Вемблі» якість газону на футбольному полі багаторазово піддавалася критиці. Після півфіналів Кубка Англії в квітні 2009 року, коли якість газону на «Вемблі» розкритикували сер Алекс Фергюсон, Арсен Венгер і Девід Моєс, Футбольна асоціація Англії визнала, що покриття футбольного поля потребує покращення. Після відкриття стадіону газон неодноразово замінювався перед важливими матчами.
У березні 2010 року пройшла десята заміна трав'яного покриття поля з моменту відкриття «Вемблі» в 2007 році. У квітні того ж року якість газону знову зазнала критики після півфіналів Кубка Англії. Так, гравці скаржилися, що їм важко встояти на ногах, попри відсутність атмосферних опадів. Головний тренер «Тоттенгем Готспур» Гаррі Реднапп назвав футбольне поле «ганьбою» після поразки в півфіналі від «Портсмута». Після закінчення Фіналу Кубка Англії 2010 року, капітан «Челсі» Джон Террі заявив: "Футбольне поле зіпсувало фінал. Мабуть, це найгірше поле, на якому я грав у цьому році. Воно недостатньо хороше для «Вемблі». Перед матчем за Суперкубок Англії 2010 року газон замінили. Відтоді на «Вемблі» використовують трав'яне покриття Desso GrassMaster, яке поєднує натуральну траву з штучними волокнами. Майкл Оуен, який раніше критикував газон «Вемблі» за травму, отриману на ньому, заявив, що відтоді якість покриття поля значно покращилася.

### Дах

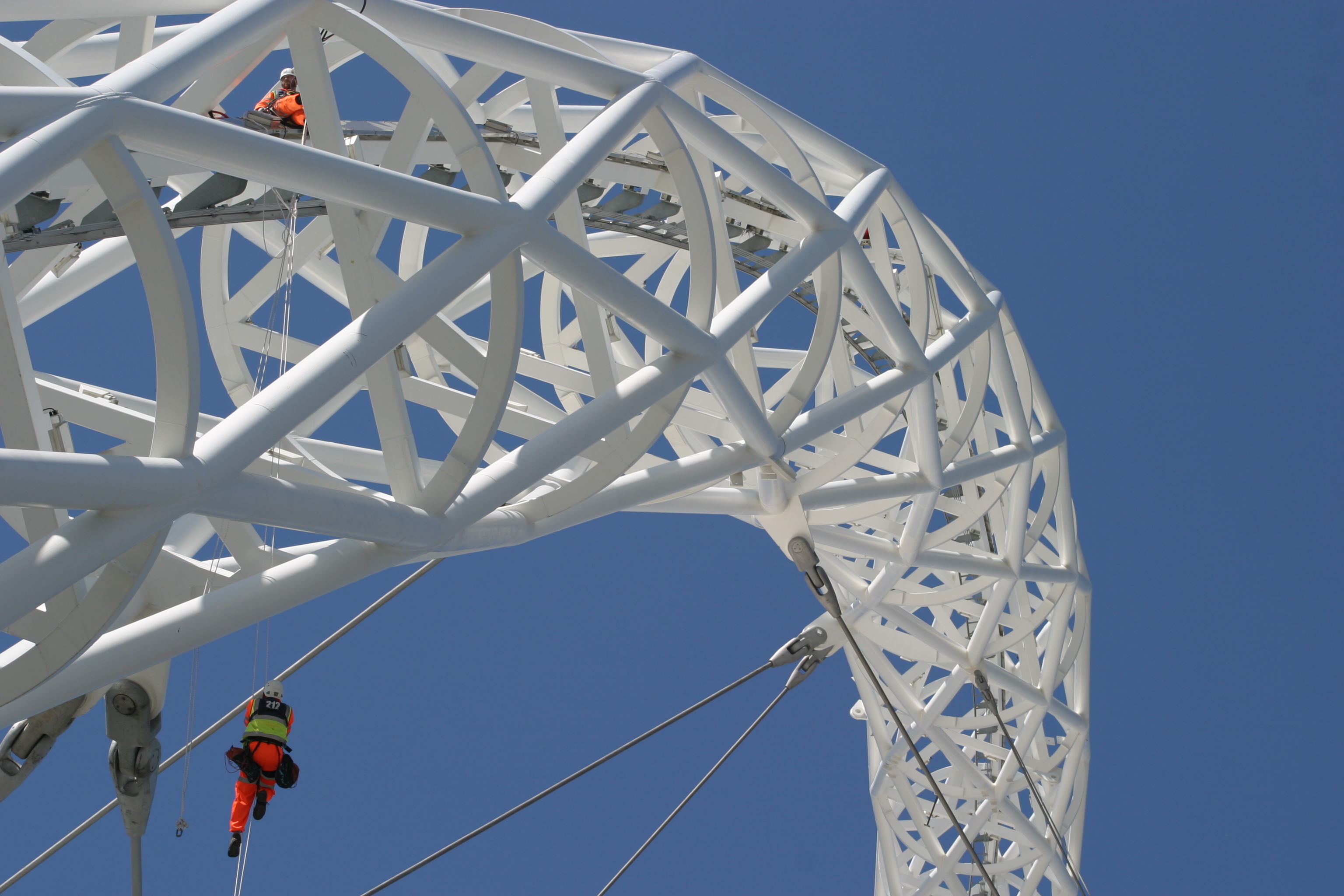
Крупний план арки «Вемблі»

Площа даху стадіону становить 40 000 м², із них 13 722 м² припадає на пересувні частини. Головною причиною для використання розсувного даху було бажання уникнути тіні на футбольному полі, бо трав'яне покриття вимагає прямих сонячних променів для ефективного росту. Ангус Кемпбелл, головний архітектор стадіону, також заявив, що його метою було забезпечити природне сонячне освітлення футбольного поля для матчів з початку травня по кінець червня, з 15 до 17 години, коли проводяться матчі Кубка Англії і чемпіонату світу. Дизайн розсувного даху мінімізує тінь, яка падає на футбольне поле, бо дах може зрушуватися на схід, захід і південь. Однак, повної відсутності тіні на футбольному полі з 15 до 17 години у фіналах Кубка Англії досягти не вдалося: так, у фіналі 2007 року на частині поля була тінь від даху, що відзначили коментатори BBC.
Дах стадіону знаходиться на висоті 52 метрів над рівнем футбольного поля і підтримується аркою, яка розташована на висоті 133 метрів над рівнем зовнішнього вестибюля. Довжина арки становить 315 метрів, що робить її найдовшою однопрогоновою конструкцією даху в світі.

## Музичні події

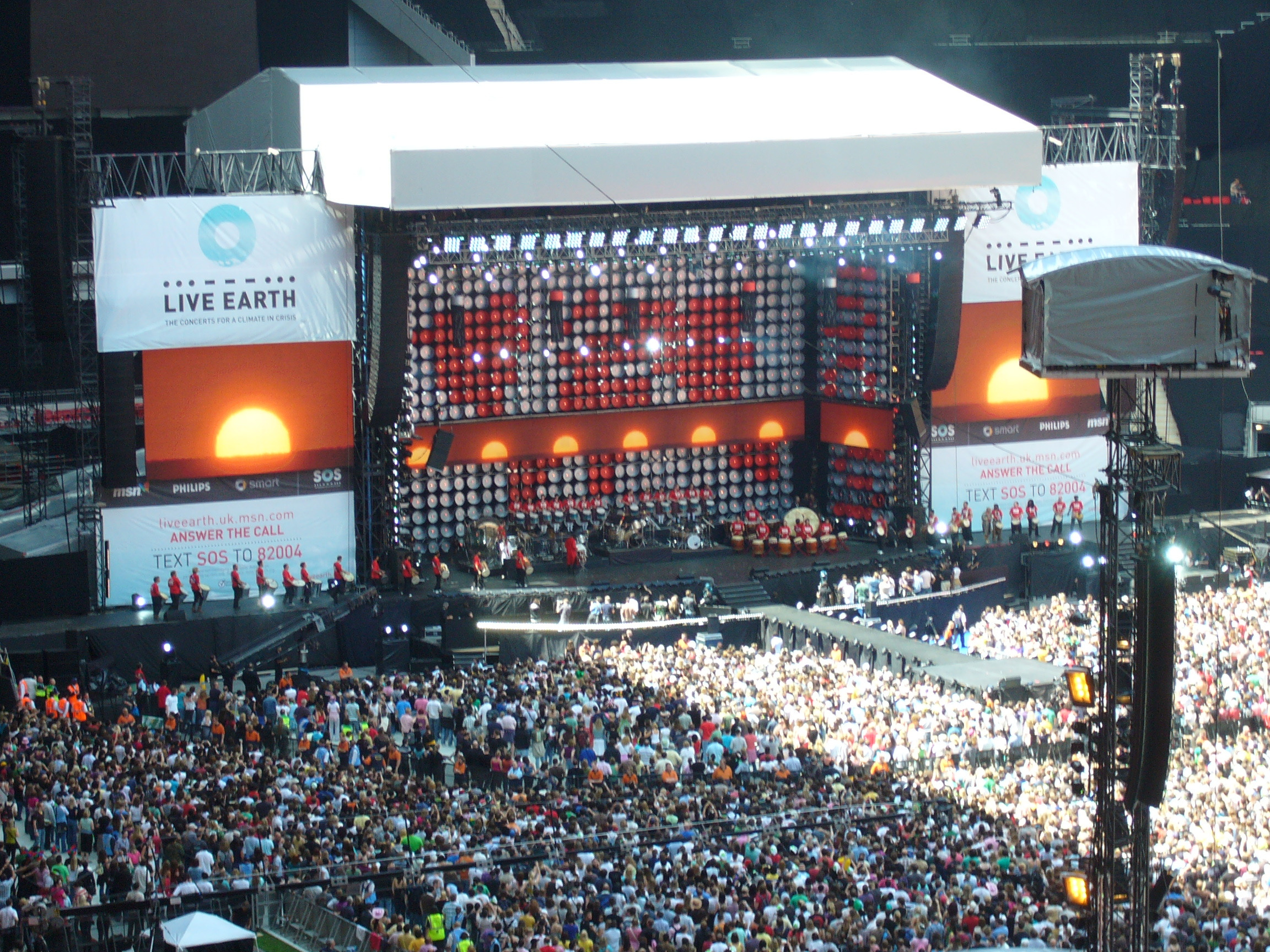
Концерт Live Earth на «Вемблі» 7 липня 2007 року

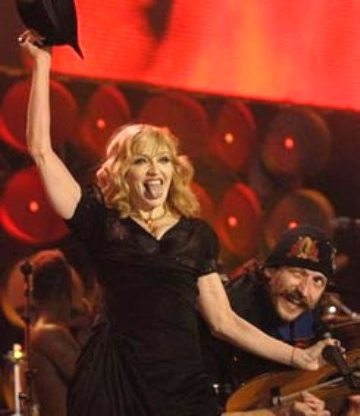
Мадонна і Євген Гудзь на концерті Live Earth.